# .kn
.kn je vrhovna internetska domena (country code top-level domain - ccTLD) za Sveti Kristofor i Nevis. Domenom upravlja Univerzitet Portorika.

## Vanjske poveznice
- IANA .kn whois informacija  Arhivirana inačica izvorne stranice od 23. listopada 2007. (Wayback Machine)